# Щирк
Щирк (пол. Szczyrk, нім. Schirk) — місто в південній Польщі. Належить до Єврорегіону Бескиди.
Належить до Бельського повіту Сілезького воєводства. Щирк отримав міські права 1973 року.

## Географія
Містом протікає річка Жилиця.

## Історія
Щирк це місце поселення волохів, угорців, австрійців, чехів та словаків підтверджене документами з XV століття. У 1630 році проведено перший облік жителів Щирку, який служив податковим цілям. Починаючи з вісімнадцятого століття, крім сільського господарства, іншими секторами економіки були також скотарство та виробництво деревини, головним чином для сілезької промисловості. У Щирку виробляли також тканини з шерсті овець.
За даними австрійського списку з 1900 року в 411 будинках в Щирку на 1896 га проживало 2465 людей, з яких 2248 були католиками, 13 євреями, а 4 іншої релігії.
Після Першої світової війни почався розвиток туристичної індустрії. Першими турбазами стали казарми і старі польові лікарні.

## Демографія
Демографічна структура станом на 31 березня 2011 року:
|          | Загалом | Допрацездатний вік | Працездатний вік | Постпрацездатний вік |
| -------- | ------- | ------------------ | ---------------- | -------------------- |
| Чоловіки | 2773    | 515                | 1940             | 318                  |
| Жінки    | 3028    | 518                | 1802             | 708                  |
| Разом    | 5801    | 1033               | 3742             | 1026                 |